# Meigenia intacta
Meigenia intacta là một loài ruồi trong họ Tachinidae.